# Arvo Peussa
Aarne Aatami „Arvo“ Peussa (* 25. Dezember 1900 in Koivisto, Russisches Kaiserreich; † 19. Juli 1941 in Salmi, Sowjetunion) war ein finnischer Mittelstreckenläufer.

## Leben
Peussa nahm an den Olympischen Spielen 1924 in Paris. Er belegte im Endlauf über 1500 Meter den neunten Platz.
Am 19. Juli 1941 wurde Peussa bei Kampfhandlungen im Fortsetzungskrieg in Karelien getötet.